# Lac Brûlé (Labrador-Québec)
Pour les articles homonymes, voir Brûlé et Lac Brûlé (homonymie).
Le lac Brûlé (en anglais : Burnt Lake) est une étendue d'eau du Québec dont la rive orientale délimite la frontière entre le Québec et Terre-Neuve-et-Labrador.
Le lac Brûlé s'étend en longueur dans une direction Nord-Sud. Son principal émissaire est la Romaine dont les eaux se jettent dans le golfe du Saint-Laurent.

## Toponymie
Le lac Brûlé est l'un des 90 lacs de ce nom au Québec. Il apparait sous le nom de « L. Brûlé » sur une carte de 1898 et sous le nom anglais de Burnt Lakes sur une carte de 1911. Il est connu au XIXe siècle sous le nom des lacs Brûlés et on distinguait ses parties les lacs Brûlé, Lavoie et Anderson. Il est connu par les Amérindiens sous le nom de Apuabushkau ou Apuabushkash. Il doit son nom probablement à un ou des incendies qui ont ravagé le territoire environnant.

## Frontière
Selon la frontière entre le Québec et Terre-Neuve-et-Labrador déterminée par le conseil privé en 1927, la frontière entre les deux provinces est déterminée par la rive orientale du lac (qui correspond à la rive gauche de la Romaine). Cette frontière n'est pas reconnue par le Québec qui revendique plutôt la ligne de partage des eaux entre la source de la Romaine et la ligne de la baie de Blanc-Sablon.